# Leninről elnevezett városok listája
Az alábbi lista a most vagy korábban Lenin nevét viselő települések egy részét sorolja fel.
- Csornomorszk (Ukrajna), (oroszul: Ильичёвск) 1927–2016 között előbb Hutor Iljicsovszkij (Iljics tanya), majd Illicsivszk.
- Hudzsand (Tádzsikisztán), (tádzsikul: خجند , Хуҷанд) 1936–1992 között Leninabad
- Gjumri (Örményország), (örményül: Գյումրի) 1924–1990 között Leninakan
- Szentpétervár (Oroszország), (oroszul: Санкт-Петербург) 1924–1991 között Leningrád
- Leninogorszk (Oroszország, Tatárföld), (Oroszul: Лениного́рск) 1955-ig Piszmjanka (Письмянка)
- Lenyino (Ukrajna, Krím), (oroszul: Ленино)
- Ridder (Kazahsztán), (oroszul: Риддер) 1941–2002 között Leninogorsk
- Bajkonur (Kazahsztán), (kazakul Байқоңыр, Bajkongir) 1958–1995 között Lenyinszk
- Lenyinszk–Kuznyeckij (Oroszország), (oroszul: Ленинск-Кузнецкий)
- Tiszaújváros Magyarország, 1970–1990 között Leninváros
- Uljanovszk Oroszország, (oroszul: Улья́новск) 1924 előtt Szimbirszk